# Petar Medić
Petar Medić, hrvatski reprezentativni rukometaš
Sudionik Mediteranskih igara 2018. godine.
S hrvatskom seniorskom reprezentacijom osvojio je zlato na Mediteranskim igrama u Tarragoni 2018.